# Октябрьское (Мичуринский сельсовет)
Октябрьское (укр. Октябрське) / Чирилянское (укр. Чирилянське) — село, находится в Тельмановском районе Донецкой области. Под контролем самопровозглашённой Донецкой Народной Республики.

## География
В Донецкой области имеется ещё 6 одноимённых населённых пунктов, в том числе 1 село Октябрьское в том же Тельмановском районе (Коньковский сельский совет) и 1 село Октябрьское в составе Донецкого городского совета.

#### Соседние населённые пункты по странам света
С: Каменка
СЗ: Широкое, Краснополье
СВ: Глинка
З: Розовка
В: Шевченко
ЮЗ: Вершиновка, Черевковское
ЮВ: Котляровское
ЮЮВ: Кузнецово-Михайловка

## История
12 мая 2016 года Верховная Рада Украины присвоила селу название Чирилянское в рамках кампании по декоммунизации на Украине. Переименование не было признано властями самопровозглашенной ДНР.

## Население
Население по переписи 2001 года составляло 137 человек.

## Общие сведения
Код КОАТУУ — 1424883606. Почтовый индекс — 87131. Телефонный код — 6279.

## Адрес местного совета
87130, Донецкая область, Тельмановский р-н, с.Мичурино, ул.Шевченко, 62а